# Марин Сити (Мичиген)
Марин Сити (енгл. Marine City) град је у америчкој савезној држави Мичиген. По попису становништва из 2010. у њему је живело 4.248 становника.

## Демографија
Према попису становништва из 2010. у граду је живело 4.248 становника, што је 404 (8,7%) становника мање него 2000. године.
| Група             | 2000.         | 2010.         |
| Белци             | 4.507 (96,9%) | 4.063 (95,6%) |
| Афроамериканци    | 4 (0,1%)      | 11 (0,3%)     |
| Азијати           | 12 (0,3%)     | 10 (0,2%)     |
| Хиспаноамериканци | 64 (1,4%)     | 72 (1,7%)     |
| Укупно            | 4.652         | 4.248         |